# Bethalus bipunctatus
Bethalus bipunctatus är en kräftdjursart som beskrevs av Barnard 1958. Bethalus bipunctatus ingår i släktet Bethalus och familjen Armadillidae. Inga underarter finns listade i Catalogue of Life.